# Aprilie 1984
Acest articol este generat integral pe baza informațiilor din articolul 1984 și este actualizat periodic de un robot.
 Editările făcute în articol vor fi șterse la următoarea actualizare! Dacă doriți să faceți modificări, editați articolul-sursă.

ianuarie -
februarie -
martie -
aprilie -
mai -
iunie -
iulie -
august -
septembrie -
octombrie -
noiembrie -
decembrie
Aprilie 1984 a fost a patra lună a anului și a început într-o zi de duminică.

## Nașteri
- 1 aprilie: Jonas Gonçalves Oliveira, fotbalist brazilian (atacant)
- 1 aprilie: Dafina Zeqiri, compozitoare kosovară
- 2 aprilie: Miloš Brezinský, fotbalist slovac
- 2 aprilie: Loredana Dinu, scrimeră română
- 5 aprilie: Aram Mp3 (Aram Sargsyan), cântăreț armean
- 5 aprilie: Marshall Allman, actor american
- 5 aprilie: Ionuț Cristian Săpunaru, fotbalist român
- 5 aprilie: Kisho Yano, fotbalist japonez (atacant)
- 6 aprilie: Michaël Ciani, fotbalist francez
- 6 aprilie: Siboniso Pa Gaxa, fotbalist sud-african
- 12 aprilie: Emma Bejanyan, cântăreață armeană
- 12 aprilie: Andrei Gaidulean, actor rus
- 13 aprilie: Anders Lindegaard (Anders Rosenkrantz Lindegaard), fotbalist danez (portar)
- 15 aprilie: Jymmy Dougllas França, fotbalist brazilian (atacant)
- 15 aprilie: Ben Kasica, muzician american
- 16 aprilie: Olguța Berbec, cântăreață română
- 16 aprilie: Alexandru Sirițeanu, scrimer român
- 16 aprilie: Claire Foy, actriță britanică
- 17 aprilie: Iliia Mokrețov, scrimer kazah
- 22 aprilie: Amelle Berrabah, cântăreață britanică
- 22 aprilie: Léonore Perrus, scrimeră franceză
- 24 aprilie: Tyson Ritter, cântăreț american
- 28 aprilie: Dmitri Torbinski, fotbalist rus
- 29 aprilie: Firass Dirani, actor australian
- 29 aprilie: Valentin Ghionea, handbalist român
- 30 aprilie: Veaceslav Sofroni, fotbalist din R. Moldova (atacant)

## Decese
Marvin Gaye, cântăreț american (n. 1939)
Virgil Carianopol, 76 ani, poet român (n. 1908)
Piotr Kapița, 89 ani, fizician rus, laureat al Premiului Nobel (1978), (n. 1894)
William Empson, 77 ani, critic literar și scriitor britanic (n. 1906)
Gheorghe Cardaș, 85 ani, critic literar român (n. 1899)
Mark Wayne Clark, 87 ani, ofițer american (n. 1896)
Zeev Sherf, 77 ani, politician israelian (n. 1906)
Marcel Iancu (n. Marcel Janco), 89 ani, pictor, arhitect și eseist român de etnie evreiască (n. 1895)
Zelda (Zelda Schneerson - Mishkovski), 69 ani, poetă israeliană (n. 1914)